# Nicolas Christophe Radziwiłł (1549–1616)
Mikołaj Krzysztof Radziwiłł armories Trąby, surnommé L'Orphelin (2 août 1549–28 février 1616), est un homme d'état et magnat lituanien, maréchal de la cour de Lituanie (1569), grand maréchal de Lituanie (1579–1586), castellan de Trakai (1586) , voïvode de Trakai (1590) de Vilnius (1604).

## Biographie
Selon la légende, Mikołaj Radziwiłł dont son surnom Orphelin au roi de Pologne Zygmunt II August qui l'aurait remarqué quand il était enfant et pleurait.
Son père Mikołaj Radziwiłł dit Le Noir, grand protecteur de la Reforme en Pologne, lui a fait donné une formation très soignée dans les milieux protestants les plus distingués d'Allemagne et de Suisse. Cependant, après sa mort en 1566, son fils s'est converti au catholicisme en Italie sous l'influence de Giovanni Commendone et Piotr Skarga.
Néophyte et catholique zélé, il a aussitôt ouvert les églises catholiques que son père avait fermées et il s'est employé à combattre la propagation du protestantisme. Il a acheté des exemplaires de la Bible de Brest, la première bible protestante traduite en polonais, et les a fait solennellement brûler sur le marché de Vilnius. Il a également soutenu la politique anti-turque de la papauté et les candidats Habsbourg au trône polonais. Mais indépendamment du candidat qu'il aurait soutenu à chaque élection, il s'était toujours montré légaliste et loyal envers les quatre rois polonais qu'il avait connu dans sa vie.
En 1567, Mikołaj Radziwiłł a participé à l'expédition du roi Zygmunt II August à Radoszkowicze et en 1568, il s'est battu à Ułła. En récompense, il est devenu maréchal de Lituanie en 1569. La même année, il a signé l'Union de Lublin. Compagnon du roi, il a assisté à sa mort à Knyszyn en 1572. En 1573, Radziwiłł participe à la mission diplomatique polonaise auprès d'Henri de Valois à Paris. Après la fuite du nouveau roi pour la France, il soutient la candidature de Habsbourg, mais il reconnaît ensuite l'élection de Stefan Batory.
En 1577, après le mariage de la sœur Krystyna avec le chancelier Jan Zamoyski, il est devenu l'une des figures les plus importantes de la faction royale. Il a participé à la bataille de Tczew pendant la guerre du roi contre la ville de Gdańsk et aux expéditions de Stefan Batory à Moscou. Il a participé aux batailles sur la rivière Daugava en 1577, Połock en 1579 et Pskov en 1581 
En 1582–1584, il s'est rendu en Terre Sainte. À l'été 1583, il atteignit l'Égypte, où il gravit la pyramide de Khéops En 1587, il signe l'élection de Maximilien III de Habsbourg. En 1590, il est devenu voïvode de Trakai. Il a soutenu Zygmunt III Vasa dans ses efforts pour obtenir une union d'églises romaine et orthodoxe. En 1604, il a reçu le titre le plus important du Grand-Duché de Lituanie de voïvode de Vilnius. Il a fourni au roi des renforts contre la rébellion de Zebrzydowski et il a participé à la bataille de Warka en 1609
Il reconstruit l'intérieur du château de Szydłowiec. Dans son fief à Niasvij, il a construit un château et une église pour les jésuites. Elle est la première église du style baroque de la République. Il a également fondé des monastères, construit des routes et des hôpitaux, développé de nombreuses activités philanthropiques, pris soins des étudiants pauvres. Il a fait don de l'imprimerie de Niasvij à l'Académie de Vilnius. Il était aussi mécène de la cartographie polonaise, et a publié des cartes de la Lituanie développées indépendamment par Tomasz Makowski et Maciej Strubicz.
Attiré par la géographie et la médecine, il a écrit l'histoire de son voyage, publiée d'abord en 1601 en latin, puis en traduction polonaise comme Pérégrination pour le pèlerinage en Terre Sainte (1607).
Il est nommé coadjuteur de l'évêque de Vilnius par le pape Grégoire XIII à la fin de l'année. En 1583, il est adoubé chevalier du Saint-Sépulcre.

## Mariage et descendance
Il épouse Elżbieta Eufemia Wiśniowiecka qui lui donne huit enfants:
- Jan Jerzy (1588–1625), 2e ordynat de Niasvij, castellan de Trakai (1613)
- Elżbieta
- Albrecht Stanisław (1589–1636), 3e ordynat de Niasvij, castellan de Vilnius (1633), pannetier de Lituanie (1620), maître-d'hôtel de Lituanie (1622).
- Mikołaj
- Zygmunt Karol (1591–1642), 4e ordynat de Niasvij, maître-d'hôtel de la reine (1617), chambellan de Lituanie (1625), maître-d'hôtel de Lituanie (1633), échanson de Lituanie (1638), membres des chevaliers hospitaliers
- Katarzyna
- Krystyna, femme du grand chancelier Jan Zamoyski
- Aleksander Ludwik Radziwiłł (1594-1654), 5e ordynat de Niasvij, voïvode de Brześć (1631), maréchal de la cour de Lituanie (1635), grand maréchal de Lituanie (1637)

## Sources
- Notices d'autorité :   - VIAF
  - ISNI
  - BnF (données)
  - IdRef
  - LCCN
  - GND
  - Italie
  - CiNii
  - Espagne
  - Pays-Bas
  - Pologne
  - Israël
  - NUKAT
  - Catalogne
  - Suède
  - Vatican
  - Norvège
  - Tchéquie
  - WorldCat

- (en) Cet article est partiellement ou en totalité issu de l’article de Wikipédia en anglais intitulé « Mikołaj Krzysztof "the Orphan" Radziwiłł » (voir la liste des auteurs).